# Internationale Luchthaven Niue
De Internationale Luchthaven Niue (Engels: Niue International Airport), ook Internationale Luchthaven Hanan (Engels: Hanan International Airport), is de enige luchthaven op het eiland Niue in de Grote Oceaan en is gelegen op de grens tussen de dorpen Alofi South en Tamakautoga, aan de westkust van het eiland. Daarmee is het vliegveld drie kilometer verwijderd van het centrum van de hoofdstad Alofi.
De Nieuw-Zeelandse nationale luchtvaartmaatschappij Air New Zealand is momenteel (2013) de enige maatschappij die op Niue vliegt; zij verzorgt een zaterdagvlucht met de hub op de luchthaven van Nieuw-Zeelands grootste stad Auckland. Air New Zealand begon met de dienstverlening in november 2005, nadat de Samoaanse nationale maatschappij Polynesian Airlines haar vluchten vanuit de Samoaanse hoofdstad Apia stopzette.

## Infrastructuur en bereikbaarheid
De luchthaven beschikt over een startbaan en een terminal met verkeerstoren. De startbaan, die in 1995 werd omgebouwd om toestellen ter grootte van een Boeing 737 te kunnen verwerken, is 2335 meter lang en 45 meter breed.
Het vliegveld ligt 3 kilometer ten zuiden van Alofi en 5 kilometer ten noorden van Tamakautoga en is met beide dorpscentra verbonden door een geasfalteerde weg die in beide kernen aansluiting vindt op de ringweg langs de kust, die alle dorpen van het eiland aandoet.

## Maatschappijen en bestemmingen
Situatie november 2013:
- Air New Zealand (Auckland)